# United Auto Workers

Logo

United Auto Workers (UAW), mit vollem Namen The International Union, United Automobile, Aerospace and Agricultural Implement Workers of America, ist eine nordamerikanische Gewerkschaft. Sie wurde im Mai 1935 gegründet und zählt mit rund 400.000 Mitgliedern aus der Automobilindustrie, der Luftfahrtindustrie, dem Landmaschinenbau und dem Gesundheitswesen zu den einflussreichsten Gewerkschaften in den USA und Kanada. Sie wird seit 2023 von Shawn Fain geführt.

## Allgemeines
In der UAW sind insbesondere Arbeitnehmer in der Automobilindustrie organisiert. Weitere Berufsfelder, in denen sie aktiv ist, sind vor allem die Luftfahrtindustrie, der Landmaschinenbau und das Gesundheitswesen. Die UAW, die zu den einflussreichsten Gewerkschaften in Nordamerika gehört, ist Mitglied der American Federation of Labor and Congress of Industrial Organizations, des wichtigsten Dachverbandes amerikanischer Gewerkschaften, und der kanadischen Gewerkschaftsvereinigung Canadian Labour Congress.
Mit mehr als 390.000 aktiven Mitgliedern (Stand 2012) in rund 750 lokalen Vereinigungen zählt die UAW zu den mitgliederstärksten Gewerkschaften in den USA und Kanada. Sie hat gegenwärtig rund 3100 Tarifverträge mit etwa 2000 Unternehmen abgeschlossen. Präsident der United Auto Workers ist seit 2023 Shawn Fain.
Die UAW ist in den Vereinigten Staaten, in Kanada und in Puerto Rico vertreten. Ihr Sitz ist Detroit.

## Geschichte

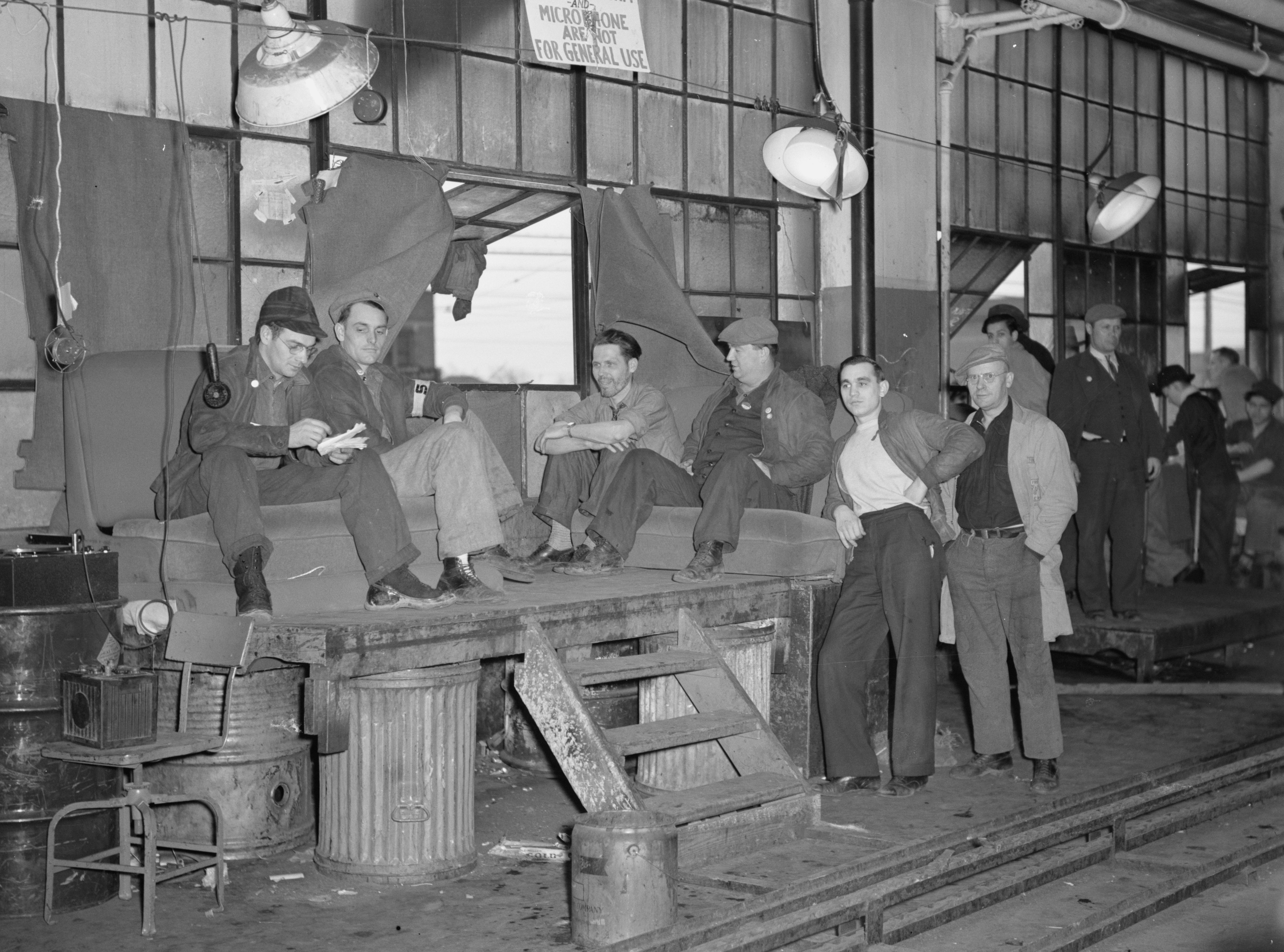
Arbeiter während eines Streiks in Flint, Michigan, Anfang 1937

Die United Auto Workers wurde im Mai 1935 im Rahmen des Committee for Industrial Organization (C. I. O.) gegründet. Sie zählte zu den ersten Gewerkschaften, in der Afroamerikaner Mitglied werden konnten. Zwei Jahre nach ihrer Gründung erreichte sie die Anerkennung als Vertreter der Arbeiter von General Motors und Chrysler und damit die industrieweite gewerkschaftliche Organisation der Arbeiter in der amerikanischen Autobaubranche. Die erstmalige Einwilligung der Ford Motor Company in Tarifverhandlungen mit der UAW folgte 1941. Später trug die UAW durch Erfolge wie die Durchsetzung von arbeitgeberfinanzierten Krankenversicherungen entscheidend zur Verbesserung der Lebenssituation von Industriearbeitern bei. In den 1960er und zum Beginn der 1970er Jahre zählten die Einkommen UAW-organisierter Arbeitnehmer zu den höchsten aller Industriezweige in den Vereinigten Staaten.
Beginnend mit der Ölkrise im Jahr 1973 und dem darauffolgenden Verlust an Marktanteilen durch die amerikanischen Autokonzerne kam es jedoch zu Zugeständnissen der United Auto Workers gegenüber den Arbeitgebern und zu einer teilweisen Rücknahme der von ihr ausgehandelten Vergünstigungen. Im Jahr 1985 spaltete sich nach organisationsinternen Auseinandersetzungen der für Kanada zuständige Zweig durch Gründung der Canadian Auto Workers ab. Die Mitgliederzahl, die 1945 erstmals mehr als eine Million betrug, sinkt seit ihrem Höchststand von rund 1,5 Millionen, den sie zum Ende der 1970er Jahre erreicht hatte.
Seit dem Beginn der 1990er Jahre versucht die UAW sich sowohl geographisch wie durch die Ausweitung nach Puerto Rico, als auch hinsichtlich der Berufsfelder ihrer Mitglieder neue Bereiche zu erschließen. So ist die 1981 als Gewerkschaft von freischaffenden Schriftstellern und Journalisten gegründete National Writers Union seit 1992 ebenso eine Tochtervereinigung der UAW wie die 1978 entstandene National Organization of Legal Services Workers als Vereinigung von Angestellten im Rechtsdienst. Weitere Bereiche in Branchen außerhalb ihrer herkömmlichen Industriefelder, in denen die UAW verstärkt um Mitglieder wirbt, sind Verwaltungs- und Büroangestellte, die Mitarbeiter von Non-Profit-Organisationen sowie die studentischen Mitarbeiter von Hochschulen (academic student employees).

## Die Bedeutung der Reuther-Brüder
In den ersten Jahrzehnten des Bestehens der amerikanischen Automobilarbeitergewerkschaft nahmen Walter Reuther sowie seine Brüder Victor und Roy großen Einfluss auf die Entscheidungen und Handlungen der UAW. Die Söhne deutscher Einwanderer organisierten ab 1936 die ersten größeren Streikaktionen, wobei sie unter anderem das aus Europa stammende Instrument des Sitzstreiks erfolgreich anwandten. Gleichzeitig engagierten sie sich in der Socialist Party und unterstützten deren Präsidentschaftsbewerber Norman Thomas.
Der 1907 in Wheeling (West Virginia) geborene Walter Reuther, der eine Ausbildung zum Werkzeugmacher durchlaufen, bei Ford gearbeitet und nebenbei studiert hatte, wurde im Alter von 28 Jahren Chef des UAW-Büros 174 in Detroit West Side. Er organisierte Arbeitskämpfe und begann in dieser Position seinen Aufstieg in der amerikanischen Arbeiterbewegung. Gegen den entschiedenen Widerstand der Big Three (General Motors, Ford und Chrysler) erreichte die UAW einen rasch anwachsenden Organisationsgrad unter den in Detroit tätigen Automobilarbeitern. Am 26. Mai 1937 ereignete sich in Dearborn (Michigan) der legendäre „Battle of the Overpass“. Dabei wurden UAW-Aktivisten, die auf einer Fußgängerbrücke Flugblätter verteilten, unter ihn Walter Reuther, von einer Schlägertruppe, die zum Werksschutz des Ford River Rouge Complex gehörte, angegriffen und brutal geschlagen. 1940 sorgte Reuther mit seinem Plan, angesichts der wachsenden Kriegsgefahr Autofabriken zur Produktion von Flugzeugen zu nutzen, für landesweites Aufsehen. Nach Kriegsende plädierte er bei Präsident Harry S. Truman mit Nachdruck für die Annahme des Marshall-Plans. Unter Reuther setzte die UAW unter anderem das Prinzip der Closed Shops durch, das heißt der Zwangsmitgliedschaft der Belegschaft eines Unternehmens in der Gewerkschaft. Hinzu kamen höhere Löhne – später auch gekoppelt an die Entwicklung der Lebenshaltungskosten – und verbesserte Sozialleistungen wie die Betriebsrente nach einer Betriebszugehörigkeit ab 30 Jahren sowie die Beteiligung der Arbeitgeber an Arzt- und Krankenhauskosten der Beschäftigten. Bereits früh, das heißt ab den 1950er Jahren, warnte Reuther vor den sozialen und ökonomischen Folgen, die sich aus der beginnenden Automatisierung der Arbeitsprozesse sowie aus den sich intensivierenden globalen Handelsströmen ergeben würden.
Mit Truman sowie später mit den Präsidenten John F. Kennedy und Lyndon B. Johnson entwickelte Walter Reuther eine enge Zusammenarbeit. In den Jahren 1948 und 1949 wurden er beziehungsweise sein Bruder Victor bei Schusswaffenattentaten schwer verletzt. Zu diesem Zeitpunkt stand Walter Reuther bereits an der Spitze der UAW, nachdem er 1946 in das Amt des Gewerkschaftspräsidenten gewählt worden war. Er wurde 1952 auch Präsident der CIO und 1955 Vizepräsident des Gewerkschaftsdachverbandes AFL-CIO unter George Meany. Victor Reuther konzentrierte sich auf die internationalen Aktivitäten der Gewerkschaften, während Roy Reuther zu einem wichtigen Organisator wurde und auch eng mit Robert F. Kennedy zusammenarbeitete. In den 1960er Jahren engagierte sich Reuther in der amerikanischen Bürgerrechtsbewegung, unterstützte Martin Luther King und sprach 1963 bei dessen Marsch auf Washington. International absolvierte der UAW-Präsident zahlreiche (teils vielbeachtete) Auslandsreisen und tauschte sich ab 1963 bei den Harpsund-Konferenzen in Schweden regelmäßig mit führenden europäischen Sozialdemokraten über gesellschaftliche Visionen und ökonomische Herausforderungen aus. Bereits am 1. Mai 1959 hatte Walter Reuther am Brandenburger Tor in West-Berlin vor 600.000 Menschen, die dort zum Tag der Arbeit zusammengekommen waren, gesprochen und sie der Solidarität der amerikanischen Gewerkschaften versichert. 1968 beschloss der UAW-Vorstand – nicht zuletzt aufgrund unüberbrückbarer Differenzen zwischen Reuther und Meany – den Austritt der Automobilarbeitergewerkschaft aus der AFL-CIO – eine Entscheidung, die man 1981 mit dem Wiedereintritt revidierte. Nachdem sein Bruder Roy bereits 1968 gestorben war, kam Walter Reuther 1970 bei einem Flugzeugabsturz in Michigan ums Leben. Der dritte Bruder, Victor, schrieb nach seinem Wechsel in den Ruhestand (1972) seine Autobiographie, die auch die Geschichte der amerikanischen Automobilarbeitergewerkschaft ist. 1995 nahm er im Weißen Haus in Washington aus der Hand von Präsident Bill Clinton die Presidential Medal of Freedom entgegen, die Walter Reuther posthum verliehen wurde.

## Präsidenten
- 1936–1938 Homer Martin
- 1938–1946 R. J. Thomas
- 1946–1970 Walter Reuther
- 1970–1977 Leonard Woodcock
- 1977–1983 Douglas Fraser
- 1983–1995 Owen Bieber
- 1995–2002 Stephen Yokich
- 2002–2010 Ronald Anthony Gettelfinger
- 2010–2014 Bob King
- 2014–2018 Dennis Williams
- 2018–2019 Gary Jones
- 2019–2021 Ray Curry
- 2021–2023 Rory L. Gamble
- ab 2023 Shawn Fain